# Ed Arno
Pour les articles homonymes, voir Arno et Edelstein.
Arnold Edelstein, dit Ed Arno, né le 17 juillet 1916 à Innsbruck (Autriche et mort le 27 mai 2008 à New York, est un dessinateur américain ayant travaillé pour The New Yorker. À 3 ans seulement, il surprend ses parents en dessinant parfaitement le logo des aspirines Bayer avec son script gothique. 